# Aristid Lindenmayer
Aristid Lindenmayer (17. listopadu 1925, Budapešť – 30. října 1989) byl maďarský biolog. Roku 1968 definoval pro popis růstu jednoduchých organismů (řasy, houby) tvar formální gramatiky, který se dnes nazývá L-systémy nebo také Lindenmayerovy systémy.

## Publikace
- Aristid Lindenmayer, "Mathematical models for cellular interaction in development." J. Theoret. Biology, 18:280--315, 1968.
- Další publikace[nedostupný zdroj]